# Bordado de realce
El bordado de realce es un tipo de bordado que consiste en imitar un modelo de talla por medio de paños blancos sobrepuestos según el relieve que se desea obtener. 
Se trata de un tipo de bordado brillantísimo, rico y de un maravilloso efecto cuando está bien trabajado pero es costosísimo y por lo mismo poco usado. Se empapa el paño en agua, se aplica y se amolda con el estique. Después se cubren con naipes empapados en engrudo todas las superficies procurando que las huellas que han de marcarse sean profundas, porque el oro engruesa después las formas. Por último, se cubre cada parte con pedazos de tafetán bien engrudados y embutidos en todos los huecos. Después de seco todo, se trazan los pormenores y la dirección que ha de llevar el bordado. Este se practica con hilillos de oro que se cosen muy juntos con seda encerada y siguiendo las direcciones de los ropajes o las que se hubieren marcado. Se alterna el encuentro de los puntos de seda procurando que vayan quedando cubiertos con el oro y dando a éste una labor a modo de esterilla.
El realce puede obtenerse por medio de cartón en lugar de paño, para lo cual se amolda el cartón sobre el modelo mismo y después se aplica sobre lela recia atirantada en bastidor. Se cubre la superficie con pedazos de tafetán engrudado, se corta la tela por debajo del hueco de cada pedazo que se quiere bordar y después de seco todo, se cosen los hilos de oro como queda dicho. Después se engruda el revés de la obra, se deja secar, se cortan los bordes de cada pedazo y se juntan unos con otros, según los modelos, con puntadas de seda sueltas o con hilillo de oro aplicado de modo que queden ocultas las junturas. Las partes salientes del bordado que han de jugar como plumas, flores, etc. se imitan con canutillo, hojuela, lentejuela, etc., sujetándolas con alambres de hierro.

## Bordado de medio realce
Es más frecuente que el anterior y se aplica a adornos y otros objetos que se prestan bien al bajorrelieve. Este se obtiene o bien por medio de hilo gordo encerado pasado con orden en varias vueltas sobrepuestas hasta obtener el bulto apetecido o bien con cartón amoldado. Los primeros hilos constituyen una obra llamada pasillo terminada por vueltas de hilo más delgado cosidas con seda o pasadas con aguja y apretadas con el estique para dar las formas convenientes. Por último, se cubre todo en dirección contraria con oro briscado y cosido con seda encerada a punto menudo alternando que se deja oculto. El revés, las venas de las hojas y los granillos suelen hacerse con bricho u hojuela briscada o con oro procurando variar los efectos y reflejos. Los bordes se ocultan con un cordón de seda cosido que se llama a hilo ligado. Solo deben cubrirse los contornos y no las partes que forman redondez o vuelta. Ciertas partes muy marcadas tales como una corona, una flor sobrepuesta, un castillo, etc. deben bordarse aparte y reunirse con las puntas del cordón con que se han punteado y que se pasa por entre la tela donde se aseguran con hilos sueltos. Cuando hay partes que deben resaltar mucho se cosen al fondo poniendo debajo pedazos de paño o fieltro más estrechos que la pieza que ha de cubrirlos. Esta operación se denomina llenar.